# 舍夫韦格
舍夫韦格是德国巴伐利亚州的一个市镇。总面积15.89平方公里，总人口1289人，其中男性673人，女性616人（2011年12月31日），人口密度81人/平方公里。